# Curahuasi (distrito)
O Distrito peruano de Curahuasi é um dos nove distritos que formam a Província de Abancay, situada no Apurímac, pertencente a Região Apurímac, Peru.

## Transporte
O distrito de Curahuasi é servido pela seguinte rodovia:
- PE-3S, que liga o distrito de La Oroya à Ponte Desaguadero (Fronteira Bolívia-Peru) - e a rodovia boliviana Ruta 1 - no distrito de Desaguadero (Região de Puno)
- PE-3SV, que liga o distrito à cidade de Huanipaca
- AP-112, que liga a cidade ao distrito de Progreso
- AP-116, que liga a cidade ao distrito de Huanipaca[2][3][4]